# سرزمین کراسنویارسک

سرزمین کراسنویارسک در نقشهٔ روسیه.

سرزمین کراسنویارسک (به روسی: Красноярский край, Krasnoyarsky kray) یکی از سرزمین‌های روسیه است که بخش بزرگی از ناحیه فدرالی سیبری را تشکیل می‌دهد و مساحتش  ۲٬۳۶۶٬۷۹۷ کیلومتر مربع (بیش از ۱۳ درصد کل خاک روسیه) است، و بنابراین، در تقسیم‌بندی واحدهای فدرال روسیه، دومین واحد فدرالی بزرگ روسیه پس از جمهوری یاقوتستان (ساخا) و سومین در جهان به‌شمار می‌رود. مرکز اداری آن شهر کراسنویارسک است.

## جغرافیا
سرزمین کراسنویارسک به لحاظ مکانی تقریباً در میانه ناحیه فدرالی سیبری قرار دارد و بیش از ۴۵٪ از مساحت ناحیه فدرالی سیبری را در بر می‌گیرد. از کوه‌های سایان واقع در جنوبی‌ترین نقاط این سرزمین تا شمالی‌ترین مناطق این سرزمین واقع در سواحل دریای لاپتف و دریای کارا حدود ۳۰۰۰ کیلومتر فاصله وجود دارد.
مناطق شمالی این سرزمین که در سواحل دریای لاپتف و دریای کارا واقع هستند؛ شبه‌جزیره تایمیر نام گرفته‌اند. مجمع‌الجزایر سورنایا زملیا که فاقد سکنه بوده و در شمال تنگه ویلکیتسکی قرار دارد نیز بخشی از سرزمین کراسنویارسک به حساب می‌آید.
این سرزمین در مرکز سیبری واقع شده و تقریباً نیمی از ناحیه فدرال سیبری را اشغال می‌کند و تقریباً آن را به نصف تقسیم می‌کند. این سرزمین ۳۰۰۰ کیلومتر (۱۹۰۰ مایل) از کوه‌های سایان در جنوب، در امتداد رودخانه ینی‌سئی تا شبه جزیره تایمیر در شمال امتداد دارد. از جهت دریا و به ترتیب عقربه‌های ساعت، با جمهوری ساخا، ایرکوتسک، جمهوری تووا، جمهوری خاکاسیا، کمروو، تومسک، تیومن، مناطق خودمختار خانی-مانسی و یامالو-ننتس هم‌مرز است. بخش شمالی این سرزمین هم محدود به دریای کارا و دریای لاپتف از اقیانوس منجمد شمالی می‌باشد.
سرزمین کراسنویارسک در حوزه اقیانوس منجمد شمالی واقع شده‌است. تعداد زیادی از رودخانه‌هایی که از میان این سرزمین می‌گذرند سرانجام به اقیانوس می‌ریزند. رودخانه‌های اصلی سرزمین عبارتند از ینی‌سئی و انشعابات آن (از جنوب به شمال): کان، آنگارا، پودکامنایا تونگوسکا، نیژنیایا تونگوسکا و تاناما.
همچنین چندین هزار دریاچه در این سرزمین وجود دارد. بزرگ‌ترین دریاچه‌ها عبارتند از: بلویه، بلیو، گلوبوکویه، ایتات، خانتایسکویه، لاباس، لاما، پیاسینا، تایمیر و یسی. رودخانه‌ها و دریاچه‌ها سرشار از ماهی هستند.

## آب و هوا
آب و هوای کراسنویارسک به شدت قاره‌ای است و به تغییرات دمایی قابل توجه در طول سال شناخته می‌شود. زمستان‌های طولانی و تابستان‌های کوتاه و گرم از ویژگی‌های مناطق مرکزی و جنوبی است که در آن محل سکونت اکثر جمعیت سرزمین واقع شده‌است. سرزمین کراسنویارسک تحت شرایط سه کمربند آب و هوایی: قطب شمال، زیر قطب شمال و قاره‌ای مرطوب قرار دارد. در شمال کمتر از ۴۰ روز با دمای بالای ۱۰ درجه سانتی‌گراد (۵۰ درجه فارنهایت) وجود دارد، در حالی که در جنوب ۱۱۰ تا ۱۲۰ روز با چنین دمایی وجود دارند.
میانگین دما در ماه ژانویه ۳۶- درجه سانتیگراد در شمال و ۱۸- درجه سانتیگراد در جنوب است. میانگین دما در ماه جولای بین ۵ تا ۱۰ درجه سانتیگراد در شمال – جایی که شمالی‌ترین مرز جنگل‌ها در جهان در آری-ماس قرار دارد- و ۲۰ درجه سانتیگراد در جنوب متغیر است. میزان بارندگی سالانه ۳۱۶ میلی‌متر (بیش از ۱۲۰۰ میلی‌متر کوهپایه‌های کوه‌های سایان) است. برف از اوایل نوامبر تا اواخر مارس مناطق مرکزی سرزمین را می‌پوشاند. قله‌های کوه‌های سایان با ارتفاع بالای ۲۴۰۰ تا ۲۶۰۰ متر و بلندی‌های فلات پوتورانا (بالای ۱۰۰۰ تا ۱۳۰۰ متر) همیشه پوشیده از برف هستند. لایه یخ‌بندان دائمی در ارتفاعات پایین در جنوب لسوسیبیرسک وجود ندارد، اما هر چه به سمت شمال حرکت می‌کنیم در حدود موازی ۵۸ ام یخ‌بندان‌های پراکنده، در حوالی موازی ۶۰ ام به یخ‌بندان متناوب با فواصل، و پس از موازی ۶۳ ام این پدیده به صورت پیوسته ادامه می‌یابد.

## خط ساحلی و جزایر
خط ساحلی دارای چندین شبه جزیره برجسته است - از غرب به شرق شبه جزایر اصلی عبارتند از مینینا، میخائیلوف، تایمایر (بزرگ‌ترین آنها که خود حاوی شبه جزیره زاریا، اوسکارا و چلیوسکین است) و خارا-توموس.
تعداد زیادی جزیره از سواحل سرزمین نیز وجود دارند که برجسته‌ترین آنها (از غرب به شرق) عبارتند از: سیبیریاکوف، نوسوک، دیکسون، ورن، برهوفسکی (در خلیج ینی‌سئی)، کرستوسکی، جزایر کامنیه، زوروبوی، لابرینتوویه، پلاونیکوویه، کولوسوویخ، مونا، ریکاچوا، گاوریلوا، بلوخا و پرودولگواتی، مجمع الجزایر نوردنسکیولد، فرنلی، هایبرگ، استاروکادومسکی، مالی تایمایر، جزایر کومسومولسکایا پراودا، فادی و سنت پیتر. همچنین تعدادی جزیره دورتر وجود دارد که تحت مدیریت سرزمین کراسنویارسک قرار می‌گیرد.
در جنوب کشور پارک طبیعی ارگاکی قرار دارد که منطقه حفاظت شده از سرزمین کراسنویارسک است و محل قرارگیری بخش غربی کوه‌های سایان می‌باشد. این پارک در سال ۲۰۰۵ تأسیس شد و ۳۴۲۸۷۳ هکتار (۸۴۷۲۶۰ جریب) را پوشش می‌دهد. این پارک با بزرگراه ینی‌سئی هم‌مرز است.

## تاریخ

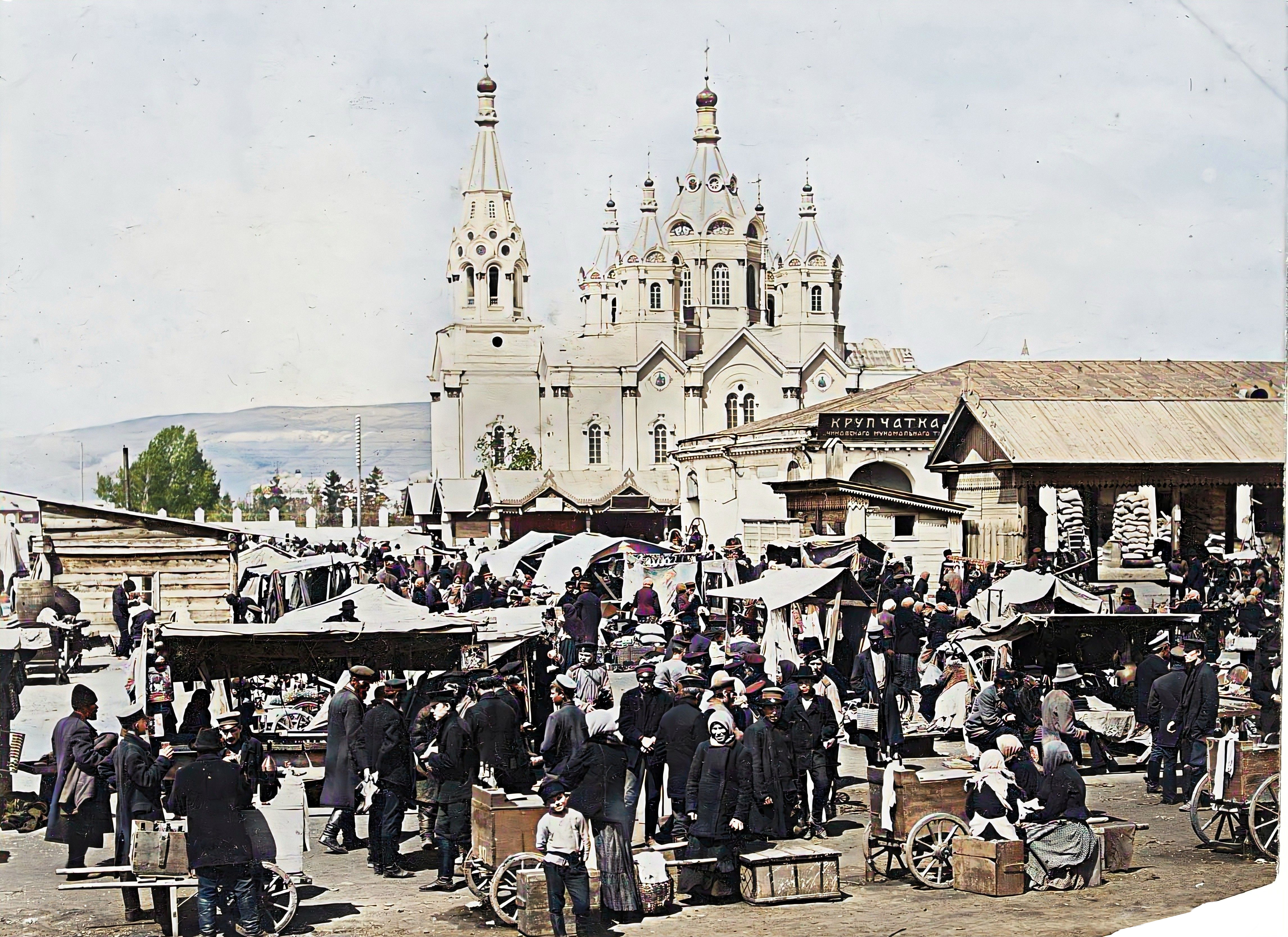
کلیسای جامع تولد مادر خدا (کراسنویارسک) در سال 1900

به گفته باستان شناسان، اولین افراد در حدود ۴۰ هزار سال پیش از میلاد مسیح به سیبری رسیدند. فرهنگ آندرونوو، گروهی از مردمان عصر برنز، در حدود ۲۰۰۰–۹۰۰ سال قبل از میلاد در این منطقه زندگی می‌کردند که بقایای آنها در سال ۱۹۱۴ در نزدیکی روستای آندرونوو، در منطقه اوژورسکی کشف شد. گورپشته‌ها و بناهای تاریخی فرهنگ سکاییان ایرانی‌تبار در سرزمین کراسنویارسک متعلق به قرن ۷ قبل از میلاد است و از قدیمی ترین‌ها در اوراسیا هستند. گور یک شاهزاده، کورگان آرشان، که در سال ۲۰۰۱ کشف شد، نیز در این سرزمین واقع شده‌است.
استقرار روس‌ها در این منطقه (بیشتر توسط کازاک‌ها) از قرن هفدهم آغاز شد. پس از ساخت راه‌آهن سراسری سیبری، استعمار روس‌ها در این منطقه به شدت افزایش یافت. در سال ۱۸۲۲، استان ینی‌سئیسک با کراسنویارسک به عنوان مرکز اداری آن ایجاد شد که قلمرو بسیار مشابهی با سرزمین کنونی را شامل می‌شد.
در دوران حکومت تزار و همچنین طی زمان اتحاد جماهیر شوروی، از قلمرو کرای کراسنویارسک استفاده شد. اولین رهبران دولت شوروی، ولادیمیر لنین و جوزف استالین به ترتیب در سال‌های ۱۸۹۷–۱۹۰۰ و ۱۹۰۳ به تبعید فرستاده شدند. در دوره استالین، اردوگاه‌های متعدد گولاگ در این منطقه قرار داشتند.

### انفجار تانگوسکا
در ۳۰ ژوئن ۱۹۰۸، در حوضه رودخانه تونگوسکای جنوبی، انفجار قدرتمندی رخ داد که به احتمال زیاد ناشی از انفجار هوایی یک شخانه بزرگ یا تکه‌ای از دنباله‌دار در ارتفاعی حدود ۵–۱۰ کیلومتر (۳٫۱–۶٫۲ مایل) (۵ تا ۱۰ کیلومتر) بالاتر از سطح زمین بوده‌است. نیروی انفجار حدود ۱۰ تا ۱۵ مگاتن تخمین زده می‌شود. این انفجار بیش از ۲٬۰۰۰ کیلومتر مربع (۴۹۰٬۰۰۰ جریب فرنگی) (۲۰۰۰ کیلومتر مربع) از جنگل کاج را مسطح کرد و هزاران گوزن شمالی را کشت.

### دوران معاصر
کرای کراسنویارسک در سال ۱۹۳۴ و پس از تفکیک کرای‌های سیبری غربی و سیبری شرقی ایجاد شد و بعدها شامل تایمایر، اقلیم خودمختار اونک و استان خودمختار خاکاس نیز گردید. در سال ۱۹۹۱، خاکاسیا از این سرزمین جدا شد و به جمهوری فدراسیون روسیه تبدیل شد. در ۱ ژانویه ۲۰۰۷، پس از همه‌پرسی در این باره در ۱۷ آوریل ۲۰۰۵، سرزمین‌های اقلیم خودمختار اونک و اقلیم خودمختار تایمیر در سرزمین کراسنویارسک ادغام شدند.

## سیاست

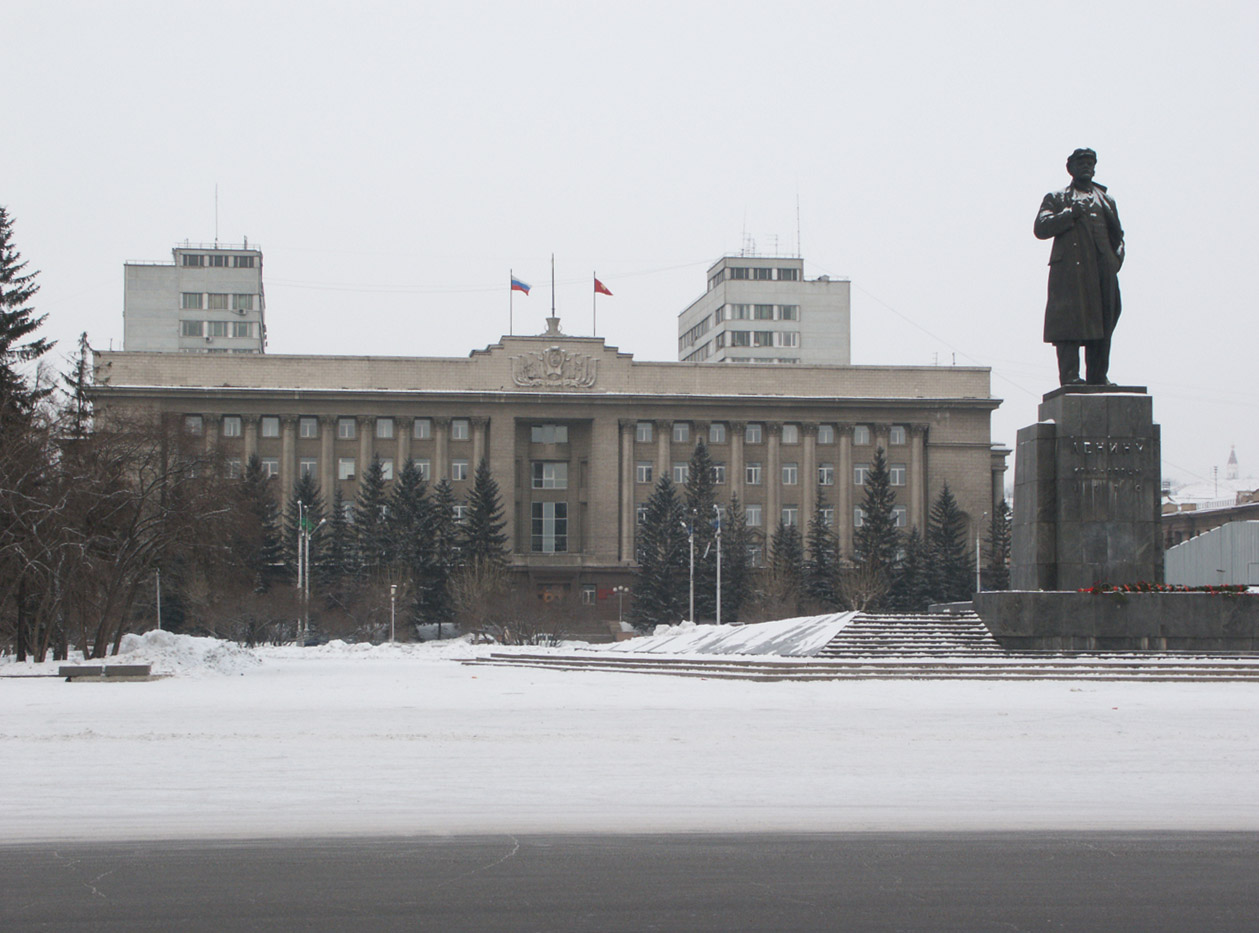
مقر مدیریت سرزمین در میدان انقلاب، ۲۰۰۵

در زمان شوروی، قدرت عالی در این سرزمین بین سه نفر تقسیم می‌شد: دبیر اول کمیته CPSU سرزمین کراسنویارسک (که در واقع بیشترین قدرت را داشت)، رئیس شورای سرزمین (قدرت قانونگذاری) و رئیس کمیته اجرایی سرزمین (قدرت اجرایی). از زمان فروپاشی اتحاد جماهیر شوروی در سال ۱۹۹۱ و زوال CPSU، رئیس قوه اداری سرزمین و در نهایت فرماندار در کنار مجلس منطقه‌ای منتخب، تعیین یا انتخاب شده‌است.
منشور سرزمین کراسنویارسک قانون اساسی منطقه است. مجلس قانونگذاری سرزمین کراسنویارسک نهاد دائمی قانونگذاری (نماینده) استان منطقه است. مجمع قانونگذاری با تصویب قوانین، مصوبات و سایر اعمال حقوقی و نظارت بر اجرای و رعایت قوانین و سایر اعمال حقوقی مصوب آن، اعمال و اختیارات خود را اعمال می‌کند. مجلس قانونگذاری متشکل از ۵۲ نماینده است که ۲۲ نفر از آنها با نظام انتخاباتی اکثریت در ۲۲ حوزه انتخابی تک نماینده، ۲ نفر در تایمایر، ۲ نفر در اونکیا و ۲۶ نفر با نظام انتخاباتی تناسبی از لیست احزاب سیاسی انتخاب می‌شوند. بالاترین قوه مجریه دولت سرزمین است که شامل قوه مجریه منطقه ای مانند ادارات منطقه، کمیته‌ها و کمیسیون‌هایی است که امور روزمره سرزمین را توسعه داده و اداره می‌کنند. اداره سرزمین فعالیت‌های فرماندار را که بالاترین مقام رسمی بوده و مطابق با قانون اساسی روسیه ضامن رعایت اساسنامه سرزمین است، پشتیبانی می‌کند.
در دسامبر ۱۹۹۱، رئیس‌جمهور بوریس یلتسین، آرکادی وپرف را به عنوان اولین فرماندار سرزمین کراسنویارسک منصوب کرد. در ژانویه ۱۹۹۳ یلتسین والری زوبوف را به عنوان دومین فرماندار سرزمین کراسنویارسک منصوب کرد. انتخابات فرمانداری در این سرزمین برگزار شد و زوبوف در یک انتخابات عمومی برای یک دوره پنج ساله انتخاب گردید. مجلس قانونگذاری سرزمین کراسنویارسک نیز ایجاد شد.
در سال ۱۹۹۸، زوبوف در انتخابات فرمانداری به ژنرال الکساندر لبد، سیاستمدار معروف در کل روسیه باخت. در سال ۲۰۰۲ لبد در سانحه هلیکوپتر جان باخت.
در سال ۲۰۰۲، الکساندر خلوپونین، فرماندار اقلیم خودمختار تایمایر و یک تاجر بانفوذ، به عنوان فرماندار سرزمین کراسنویارسک انتخاب شد. در سال ۲۰۰۷ توسط رئیس‌جمهور ولادیمیر پوتین برای انتخاب مجدد معرفی شد و مجلس قانونگذاری خلوپونین را برای دوره دوم انتخاب کرد.
در سال ۲۰۱۰، پس از ارتقاء خلوپونین به سمت فرستاده ریاست جمهوری در ناحیه فدرالی قفقاز شمالی، لف کوزنتسف، تاجر و سیاستمدار حلقه خلوپونین، فرماندار جدید سرزمین شد. پس از کوزنتسف، ویکتور تولوکونسکی در سپتامبر ۲۰۱۷ فرماندار شد. پس از تولوکونسکی، الکساندر اوس، فرماندار سرزمین کراسنویارسک شد و تا امروز در این نقش باقی مانده‌است.
سرزمین کراسنویارسک توسط دو سناتور در شورای فدراسیون روسیه، پارلمان روسیه نمایندگی می‌شود. در سال ۲۰۰۷، هشت نماینده به دومای دولتی از فهرست منطقه ای سرزمین کراسنویارسک از احزاب سیاسی مختلف انتخاب شدند.

## اقتصاد
بیش از ۹۵درصد شهرها، اکثریت کارخانه‌های صنعتی و کل کشاورزی در جنوب این سرزمین متمرکز شده‌است.

### منابع طبیعی

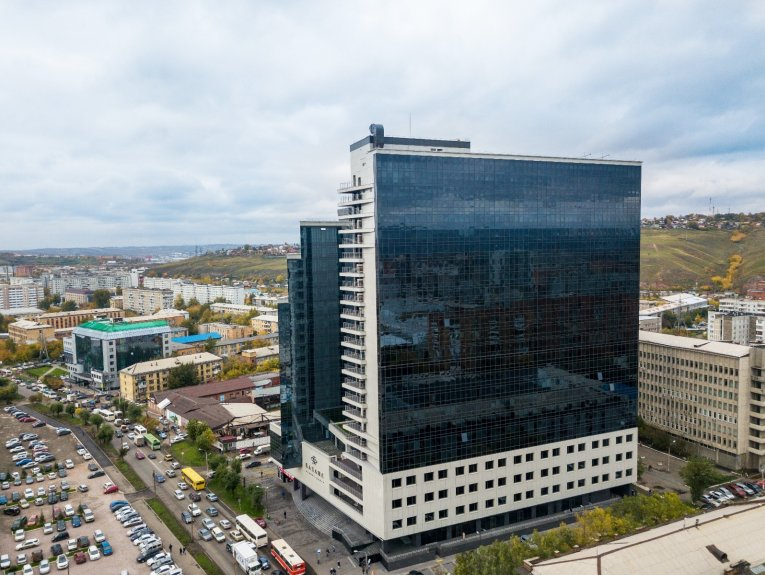
مرکز کسب و کار «بالانس». بزرگ‌ترین مرکز کسب و کار بخش آسیایی روسیه